# World History Encyclopedia
World History Encyclopedia (ex Ancient History Encyclopedia) è una società a fini educativi e senza scopo di lucro creata nel 2009 da Jan van der Crabben. L'organizzazione pubblica articoli, immagini, video, podcast e strumenti didattici interattivi relativi alla storia. Tutti gli utenti possono contribuire al sito con contenuti, ma i contributi invitati vengono esaminati da un comitato editoriale prima della pubblicazione. Nel 2021, l'organizzazione è stata ribattezzata World History Encyclopedia per riflettere il suo ambito più ampio, che si è allargato a coprire la storia del mondo di ogni epoca, e non della sola storia antica.

## Storia dell'organizzazione
Jan van der Crabben ha fondato Ancient History Encyclopedia nel 2009 con l'obiettivo dichiarato di migliorare l'educazione alla storia in tutto il mondo creando una fonte di storia liberamente accessibile e affidabile. L'organizzazione senza scopo di lucro ha sede a Godalming, Regno Unito e Montréal, Canada, sebbene non abbia uffici e il suo team sia distribuito a livello globale.
Quando fu fondato il sito aveva un'enfasi sulla storia antica, ma in seguito si spostò per coprire anche il periodo medievale e della prima età moderna. Nel 2021, l'organizzazione è stata ribattezzata World History Encyclopedia per riflettere questo cambiamento.

## Accoglienza
Il sito web ha ricevuto elogi da organizzazioni educative ed è stato raccomandato da School Library Journal, Internet Scout Research Group presso l'Università del Wisconsin-Madison, MERLOT e dall'iniziativa Open Education Europa della Commissione europea. Nel 2016 gli è stato assegnato il Web Award.eu per l'istruzione dall'organizzazione EURid.